# Портрет Игнатия Петровича Россия
«Портрет Игнатия Петровича Ро́ссия» — картина Джорджа Доу и его мастерской, из Военной галереи Зимнего дворца.
Картина представляет собой погрудный портрет генерал-майора Игнатия Петровича Росси (Ро́ссия) из состава Военной галереи Зимнего дворца.
С начала Отечественной войны 1812 года генерал-майор Росси (Россий) командовал 1-й бригадой 4-й пехотной дивизии, в Бородинском сражении получил тяжёлую контузию в голову и вынужден был оставить армию. Вернулся в строй в середине 1813 года, во время Заграничных походов 1813 и 1814 годов сражался в Пруссии и Саксонии, в Битве народов под Лейпцигом командовал 13-й пехотной дивизией, затем был при осадах Магдебурга и Гамбурга.
Изображён в генеральском мундире, введённом для пехотных генералов 7 мая 1817 года — поскольку Росси скончался в конце 1814 года, он такой мундир носить не мог. Слева на груди звезда ордена Св. Анны 1-й степени; на шее крест ордена Св. Владимира 3-й степени; по борту мундира крест прусского ордена Красного орла 2-й степени; справа на груди крест ордена Св. Георгия 4-го класса, серебряная медаль «В память Отечественной войны 1812 года» на Андреевской ленте и бронзовая дворянская медаль «В память Отечественной войны 1812 года» на Владимирской ленте (изображена ошибочно, из-за ранней смерти Росси эту медаль получить не успел). С тыльной стороны картины надписи: Rossy. Подпись на раме: И. П. Росси, Генералъ Маiоръ.
7 августа 1820 года Комитетом Главного штаба по аттестации Росси был включён в список «генералов, заслуживающих быть написанными в галерею» и 25 июля 1822 года император Александр I приказал написать его портрет. Из-за того, что Росси скончался в 1814 году, Доу в работе пришлось использовать портрет-прототип, неизвестный современным исследователям. Гонорар Доу был выплачен 15 января 1828 года. Готовый портрет был принят в Эрмитаж 21 января 1828 года. Поскольку предыдущая сдача готовых портретов в Эрмитаж произошла 8 июля 1827 года, то портрет Росси можно считать написанным между этими датами.
В 1840-е годы в мастерской К. Края по рисунку И. А. Клюквина с портрета была сделана литография, опубликованная в книге «Император Александр I и его сподвижники» и впоследствии неоднократно репродуцированная.